# Um Estudo em Vermelho
Um Estudo em Vermelho (A Study in Scarlet no original em inglês) é um romance policial escrito por Sir Arthur Conan Doyle, publicado originalmente pela revista Beeton's Christmas Annual em novembro de 1887. A primeira edição, em formato de livro, só seria lançada em julho de 1888, com ilustrações da autoria de Richard Gutschmidt.
A obra é famosa por ser o primeiro livro de Sherlock Holmes, detetive mundialmente conhecido na literatura policial. É também, nessa obra, que acontece seu encontro com Dr. Watson, narrador e participante das aventuras do detetive através de um amigo comum.
Um Estudo em Vermelho propõe um enigma terrível para a polícia, que pede auxílio a Holmes: um homem é encontrado morto, sem ferimentos e cercado de manchas de sangue. Em seu rosto, uma expressão de pavor. O livro é dividido em duas partes: na primeira, é apresentado o caso, algumas deduções do detetive-consultor e a captura inesperado do assassino no final; na segunda parte, é apresentado a vida dos Mórmons na zona rural dos Estados Unidos da América e os motivos iniciais que levaram o assassino a cometer os crimes. Nos dois últimos capítulos, o Dr. Watson volta a narrar o desfecho do caso e é apresentada a explicação de Sherlock Holmes acerca de como ele conseguiu saber a verdadeira identidade do assassino em apenas três dias através da sua arte de dedução.

## Sinopse
Dr. Watson conhecera Sherlock Holmes a fim de dividir com ele um apartamento, para que pudessem dividir as despesas. Quase que instantaneamente, o doutor Watson percebera o ser genial que o cercava. Holmes demonstrava, através das suas atitudes, um senso dedutivo elevadíssimo e uma inteligência impressionante. O poder de ligação dos fatos que Holmes demonstrava fazia com que o seu novo companheiro de quarto ficasse bastante admirado. Foi uma questão de tempo até que o Dr. Watson se tornasse um fã incontestável e braço direito de Holmes. 
Os agentes Lestrade e Gregson, da Scotland Yard, tinham um caso muito curioso em suas mãos. Um homem foi encontrado morto numa casa abandonada. Apesar de haver respingos de sangue na casa, o corpo não apresentava nenhum ferimento. Quase que imediatamente, o amador, mas muito competente Jefferson, contara toda a história, desde a tribo Mórmom ao assassinato de Stangerson. Lucy Ferrier era o nome da senhorita que fora o foco principal de todas as desavenças narradas. Simplesmente apreensiva a primeira investigação registrada de Sherlock Holmes e tudo girando em torno da flor de Utah, Lucy Ferrier.